# Copa Verde de Futebol de 2022
A Copa Verde de 2022 (ou Copa Verde Betano 2022 por questões de patrocínio) foi a nona edição desse torneio regional, organizado pela Confederação Brasileira de Futebol desde 2014. Foi disputada por clubes brasileiros dos estados das regiões Centro-Oeste e Região Norte do Brasil, além do Espírito Santo.
Originalmente, a competição contaria com 24 times participantes, escolhidos a partir de seu desempenho nos campeonatos estaduais ou pela posição no Ranking da CBF. No entanto, após especulações de que esta edição não seria realizada devido à falta de pronunciamento da CBF, a entidade só oficializou a competição no dia 24 de agosto, o que fez com que muitas equipes desistissem da disputa. Diferentemente de outras edições, dessa vez os clubes desistentes não foram substituídos e a competição foi realizada com apenas 17 clubes, ao invés de 24. Assim como nos dois últimos anos, o vencedor ingressará diretamente na terceira fase da Copa do Brasil de 2023.

## Regulamento
A Copa Verde de 2022 foi disputada em sistema eliminatório, no qual os clubes classificados se enfrentaram em jogo único até as quartas de final, enquanto as semifinais e a final foram disputadas em partidas de ida e volta. As equipes piores posicionadas no Ranking da CBF disputaram a competição desde o início, enquanto as melhores colocadas entraram em fases adiantadas.

## Participantes
| UF                 | Clube           | Cidade             | Forma de classificação         | Estádio (mando)       | Capacidade | Títulos         |
| ------------------ | --------------- | ------------------ | ------------------------------ | --------------------- | ---------- | --------------- |
| Acre               | Rio Branco-AC   | Rio Branco         | Campeão do Estadual 2021       | Florestão             | 10 000     | 0 (não possui)  |
| Acre               | Humaitá         | Porto Acre         | Vice-campeão do Estadual 2021  | Florestão             | 10 000     | 0 (não possui)  |
| Amazonas           | São Raimundo-AM | Manaus             | Vice-campeão do Estadual 2021  | Colina                | 10 000     | 0 (não possui)  |
| Distrito Federal   | Brasiliense     | Taguatinga         | Campeão do Metropolitano 2021  | Boca do Jacaré        | 28 800     | 1 (2020)        |
| Espírito Santo     | Real Noroeste   | Águia Branca       | Campeão do Estadual 2021       | José Olímpio da Rocha | 3 200      | 0 (não possui)  |
| Goiás              | Vila Nova       | Goiânia            | Vice-campeão do Estadual 2021  | OBA                   | 11 788     | 0 (não possui)  |
| Goiás              | Goiás           | Goiânia            | 23º colocado do Ranking da CBF | Serrinha              | 16 500     | 0 (não possui)  |
| Mato Grosso        | Cuiabá          | Cuiabá             | Campeão do Estadual 2021       | Arena Pantanal        | 44 097     | 2 (2015 e 2019) |
| Mato Grosso        | Operário VG     | Várzea Grande      | Vice-campeão do Estadual 2021  | Dito Souza            | 2 600      | 0 (não possui)  |
| Mato Grosso        | Luverdense      | Lucas do Rio Verde | 60º colocado do Ranking da CBF | Passo das Emas        | 10 000     | 1 (2017)        |
| Mato Grosso do Sul | Costa Rica      | Costa Rica         | Campeão do Estadual 2021       | Laertão               | 5 000      | 0 (não possui)  |
| Pará               | Paysandu        | Belém              | Campeão do Estadual 2021       | Curuzu                | 16 200     | 2 (2016 e 2018) |
| Pará               | Tuna Luso       | Belém              | Vice-campeã do Estadual 2021   | Estádio do Souza      | 6 000      | 0 (não possui)  |
| Rondônia           | Real Ariquemes  | Ariquemes          | Vice-campeão do Estadual 2021  | Valerião              | 5 000      | 0 (não possui)  |
| Roraima            | São Raimundo-RR | Boa Vista          | Campeão do Estadual 2021       | Canarinho             | 4 556      | 0 (não possui)  |
| Roraima            | Náutico-RR      | Boa Vista          | Vice-campeão do Estadual 2021  | Canarinho             | 4 556      | 0 (não possui)  |
| Tocantins          | Tocantinópolis  | Tocantinópolis     | Campeão do Estadual 2021       | Ribeirão              | 8 000      | 0 (não possui)  |

### Desistências
Devido à incerteza acerca da realização ou não da competição, algumas equipes que já estavam sem calendário declinaram da participação na Copa Verde, mesmo com direito a vaga pelos critérios estabelecidos pela CBF. Eliminados na primeira fase da Série C, o atual campeão Remo e o Manaus já haviam liberado grande parte de seus elencos quando a Copa Verde foi confirmada, e anunciaram que não participariam do torneio. Por razões similares, já sem atividade após o fim de suas participações na Série D, o Nova Venécia, o Grêmio Anápolis, o Ceilândia e o Trem também desistiram da competição. Já o Atlético Goianiense, mesmo em atividade, refutou a participação na edição, alegando conflitos de datas com outros campeonatos. O Porto Velho também desistiu, mas, diferentemente do ocorrido com outras equipes, sua vaga foi repassada ao Real Ariquemes.

## Confrontos

### Fase preliminar
Em itálico, a equipe que possui o mando de campo e em negrito a equipe classificada.
| Equipe 1 | Resultado | Equipe 2   |
| -------- | --------- | ---------- |
| Humaitá  | 3–0       | Náutico-RR |

### Oitavas de final
Em itálico, as equipes que possuem o mando de campo e em negrito as equipes classificadas.
| Equipe 1        | Resultado     | Equipe 2        |
| --------------- | ------------- | --------------- |
| Paysandu        | 3–0           | Humaitá         |
| Real Ariquemes  | 0–4           | Tocantinópolis  |
| São Raimundo-RR | 1–2           | São Raimundo-AM |
| Rio Branco-AC   | 1–1 (4–5 pen) | Tuna Luso       |
| Cuiabá          | 2–0           | Costa Rica      |
| Luverdense      | 0–1           | Brasiliense     |
| Goiás           | 2–2 (4–5 pen) | Real Noroeste   |
| Vila Nova       | 2–1           | Operário VG     |

### Fase final
Tabela até a final
Em itálico, as equipes que possuem o mando de campo no primeiro jogo do confronto, inclusive nos duelos de partida única. Em negrito, os vencedores.
|  | Quartas de final  | Quartas de final  |   |                 | Semifinais         | Semifinais         | Semifinais         | Semifinais         |  |                | Final               | Final               | Final               | Final               |  |  |
|  | 1 e 2 de novembro | 1 e 2 de novembro |   |                 | 8 a 12 de novembro | 8 a 12 de novembro | 8 a 12 de novembro | 8 a 12 de novembro |  |                | 15 e 19 de novembro | 15 e 19 de novembro | 15 e 19 de novembro | 15 e 19 de novembro |  |  |
|  |                   |                   |   |                 |                    |                    |                    |                    |  |                |                     |                     |                     |                     |  |  |
|  | Tuna Luso         | 0                 |   |                 |                    |                    |                    |                    |  |                |                     |                     |                     |                     |  |  |
|  | São Raimundo-AM   | 3                 |   |                 |                    |                    |                    |                    |  |                |                     |                     |                     |                     |  |  |
|  | São Raimundo-AM   | 3                 |   | São Raimundo-AM | 2                  | 0                  | 2                  |                    |  |                |                     |                     |                     |                     |  |  |
|  |                   |                   |   | São Raimundo-AM | 2                  | 0                  | 2                  |                    |  |                |                     |                     |                     |                     |  |  |
|  |                   | Paysandu          | 2 | 3               | 5                  |                    |                    |                    |  |                |                     |                     |                     |                     |  |  |
|  | Paysandu          | Paysandu          | 2 | 3               | 5                  | 2                  |                    |                    |  |                |                     |                     |                     |                     |  |  |
|  | Paysandu          |                   |   |                 |                    | 2                  |                    |                    |  |                |                     |                     |                     |                     |  |  |
|  | Tocantinópolis    | 0                 |   |                 |                    |                    |                    |                    |  |                |                     |                     |                     |                     |  |  |
|  | Tocantinópolis    | 0                 |   |                 |                    |                    |                    |                    |  | Paysandu (pen) | 0                   | 1                   | 1 (4)               |                     |  |  |
|  |                   |                   |   |                 |                    |                    |                    |                    |  | Paysandu (pen) | 0                   | 1                   | 1 (4)               |                     |  |  |
|  |                   | Vila Nova         | 0 | 1               | 1 (3)              |                    |                    |                    |  |                |                     |                     |                     |                     |  |  |
|  | Cuiabá            | Vila Nova         | 0 | 1               | 1 (3)              | 0                  |                    |                    |  |                |                     |                     |                     |                     |  |  |
|  | Cuiabá            |                   |   |                 |                    | 0                  |                    |                    |  |                |                     |                     |                     |                     |  |  |
|  | Brasiliense       | 3                 |   |                 |                    |                    |                    |                    |  |                |                     |                     |                     |                     |  |  |
|  | Brasiliense       | 3                 |   | Brasiliense     | 1                  | 1                  | 2                  |                    |  |                |                     |                     |                     |                     |  |  |
|  |                   |                   |   | Brasiliense     | 1                  | 1                  | 2                  |                    |  |                |                     |                     |                     |                     |  |  |
|  |                   | Vila Nova         | 1 | 2               | 3                  |                    |                    |                    |  |                |                     |                     |                     |                     |  |  |
|  | Vila Nova (pen)   | Vila Nova         | 1 | 2               | 3                  | 0 (3)              |                    |                    |  |                |                     |                     |                     |                     |  |  |
|  | Vila Nova (pen)   |                   |   |                 |                    | 0 (3)              |                    |                    |  |                |                     |                     |                     |                     |  |  |
|  | Real Noroeste     | 0 (2)             |   |                 |                    |                    |                    |                    |  |                |                     |                     |                     |                     |  |  |

## Estatísticas

### Artilharia
| Gols | Jogador         | Equipe          |
| ---- | --------------- | --------------- |
| 3    | Marlon          | Paysandu        |
| 3    | Yan Philippe    | São Raimundo-AM |
| 2    | Alesson         | Humaitá         |
| 2    | Bilau           | Tocantinópolis  |
| 2    | Breno Herculano | Goiás           |
| 2    | Diego Tavares   | Vila Nova       |
| 2    | Edison Negueba  | São Raimundo-AM |
| 2    | Kaio Nunes      | Vila Nova       |
| 2    | Genílson        | Paysandu        |
| 2    | Robinho         | Paysandu        |

### Maiores públicos
Estes são os dez maiores públicos do campeonato:
| N.º | Público | Mandante        | Placar | Visitante       | Estádio           | Data           | Rodada    | Ref.   |
| --- | ------- | --------------- | ------ | --------------- | ----------------- | -------------- | --------- | ------ |
| 1   | 23 782  | Vila Nova       | 1–1    | Paysandu        | Serra Dourada     | 19 de novembro | Final     | [ 31 ] |
| 2   | 9 617   | Paysandu        | 0–0    | Vila Nova       | Curuzu            | 15 de novembro | Final     | [ 32 ] |
| 3   | 4 519   | Vila Nova       | 2–1    | Brasiliense     | OBA               | 12 de novembro | Semifinal | [ 33 ] |
| 4   | 4 044   | Paysandu        | 3–0    | São Raimundo-AM | Curuzu            | 12 de novembro | Semifinal | [ 34 ] |
| 5   | 3 017   | Vila Nova       | 2–1    | Operário VG     | OBA               | 28 de outubro  | Oitavas   | [ 35 ] |
| 6   | 2 082   | Paysandu        | 2–0    | Tocantinópolis  | Curuzu            | 1 de novembro  | Quartas   | [ 36 ] |
| 7   | 2 065   | São Raimundo-AM | 2–2    | Paysandu        | Arena da Amazônia | 8 de novembro  | Semifinal | [ 37 ] |
| 8   | 1 822   | Paysandu        | 3–0    | Humaitá         | Curuzu            | 29 de outubro  | Oitavas   | [ 38 ] |
| 9   | 1 636   | Vila Nova       | 0–0    | Real Noroeste   | OBA               | 1 de novembro  | Quartas   | [ 39 ] |
| 10  | 512     | Goiás           | 2–2    | Real Noroeste   | Serrinha          | 27 de outubro  | Oitavas   | [ 40 ] |